# Gratiola peruviana
Gratiola peruviana (лат.) — многолетнее растение, вид рода Авран (Gratiola) семейства Подорожниковые (Plantaginaceae), произрастающий в Южной Америке и Австралазии.

## Ботаническое описание
Gratiola peruviana — небольшое многолетнее растение высотой от 10 до 30 см. Яйцевидные листья, обхватывающие стебель, расположены противоположными парами и имеют мелкозубчатые края. Цветки трубчатые розовые или белые с красно-фиолетовыми полосами внутри. Плоды — яйцевидные коробочки длиной до 7 мм.

Gratiola peruviana
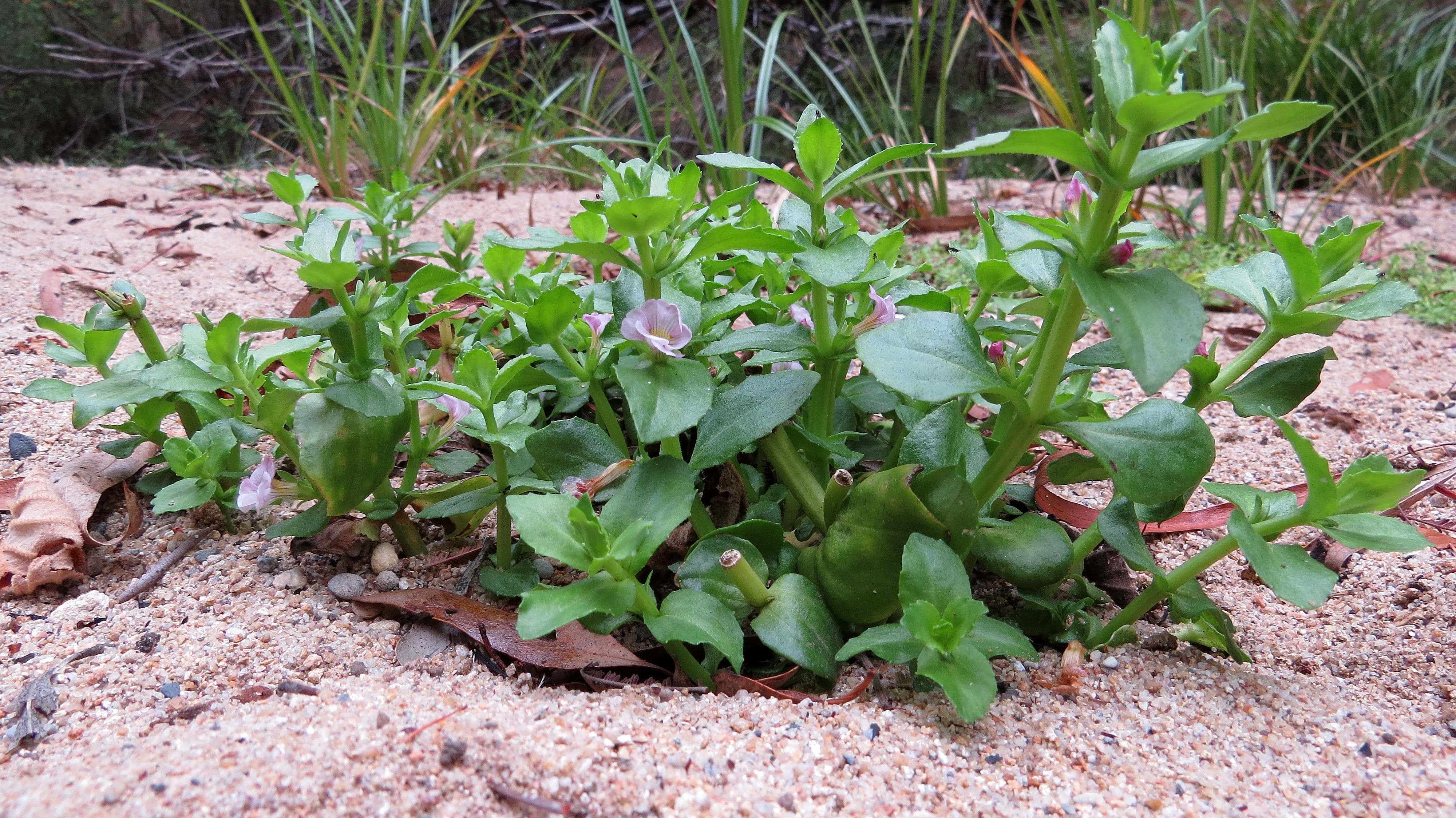
Общий вид
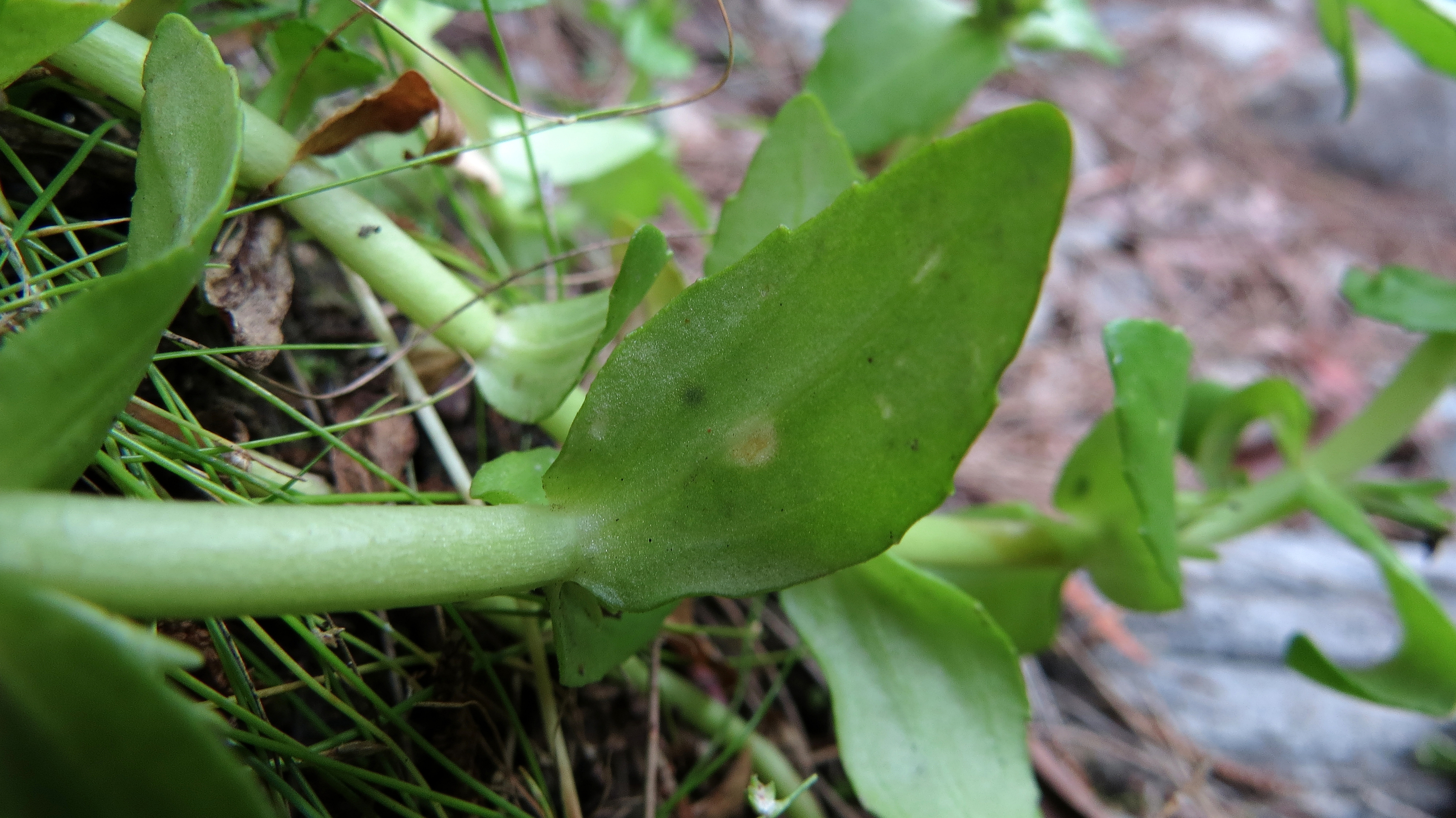
Листья
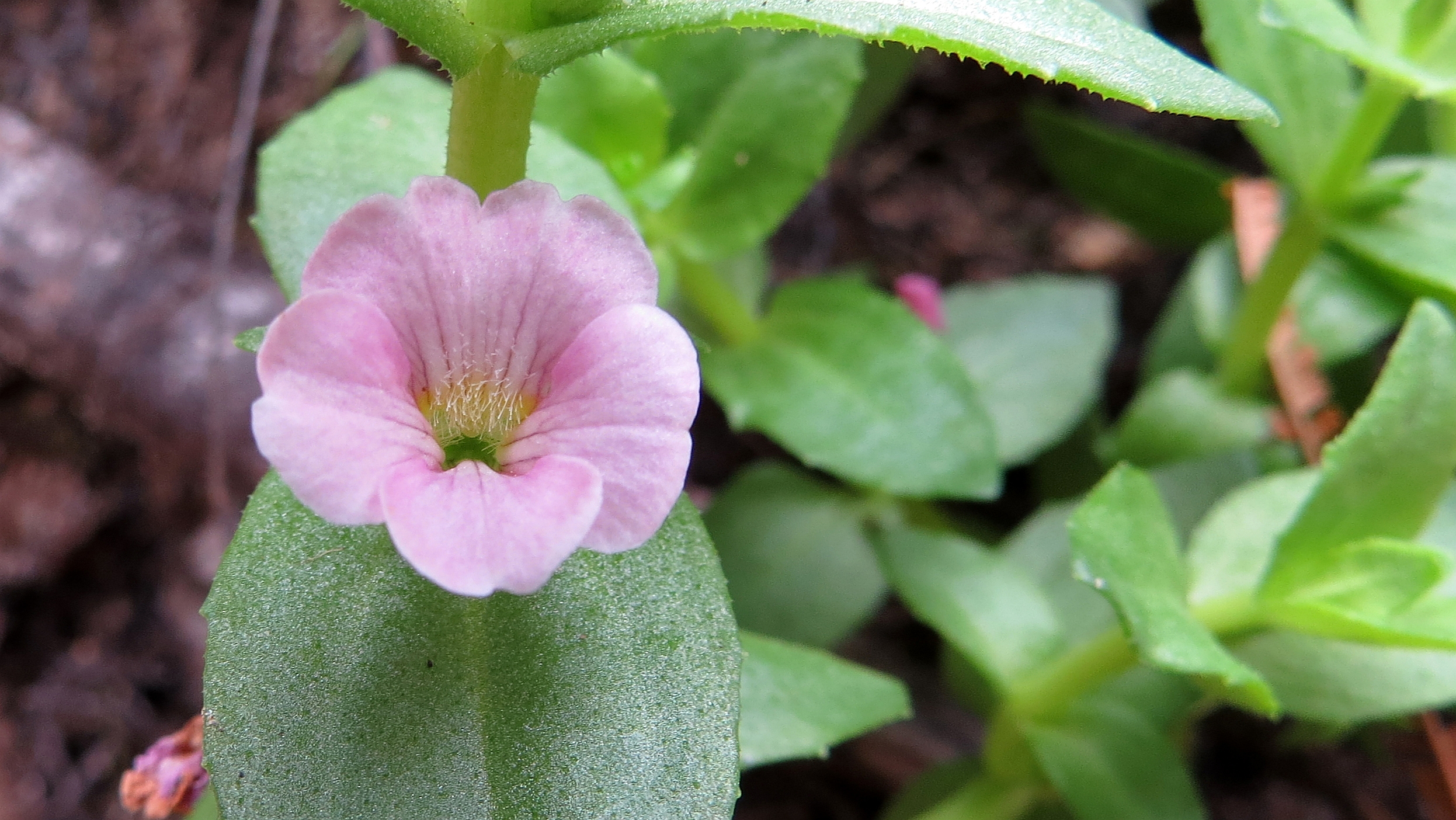
Цветок

## Распространение и местообитание
Gratiola peruviana встречается в Южной Америке и Австралазии. В Южной Америке произрастает в Перу, Бразилии, Чили и Аргентине. В Австралазии встречается в Новой Зеландии и австралийских штатах Южная Австралия, Тасмания, Виктория, Новый Южный Уэльс и Квинсленд. Растёт в непосредственной близости от водоёмов на мелководье, в грязи или на засушливых участках.